# Polifàgia
La polifàgia o hiperfàgia és una sensació anormalment forta, incessant de gana o desig de menjar que sovint condueix a menjar en excés. A diferència de l'augment de la gana després de l'exercici, la polifàgia no disminueix després de menjar i sovint condueix a una ingesta ràpida de quantitats excessives d'aliments. La polifàgia no és un trastorn per si mateix; més aviat, és un símptoma que indica un trastorn mèdic subjacent.

## Causes
Sovint és el resultat de nivells anormals de glucosa en sang (tant hiperglucèmia com hipoglucèmia), i, juntament amb la polidipsia i la poliúria, és una de les "3 P" comunament associada amb la diabetis mellitus no controlada.
També s'associa amb hipertiroïdisme i malalties endocrines, per exemple, la malaltia de Graves, i també s'ha observat en la síndrome de Prader-Willi i altres malalties genètiques causades per anomalies cromosòmiques.
És només un dels diversos criteris de diagnòstic per a la bulímia i no es classifica per si sol com un trastorn de comportament alimentari.
També és un símptoma de la rara síndrome neurològica de Kleine-Levin.